# 許常惠
許常惠（1929年9月6日—2001年1月1日），台灣作曲家及音樂教育家，為國家文藝獎得主。

## 生平
許常惠出生於日治臺灣臺中州彰化郡和美，1939年時到日本留學就讀小學及中學，主修小提琴，並開始接觸西洋古典音樂。在1946年戰後返台就讀臺中一中，於1949年就讀省立師範學院音樂系（今臺灣師範大學），1954年在台灣省立交響樂團擔任小提琴手。
1954年公費至法國留學，就讀法蘭克福學院，與科萊特·德·利昂考特庫（Colette de Lioucount）學習小提琴。之後他轉學到巴黎大學音樂學研究所，隨雅克·柴利習音樂史，同時旁聽奥利维埃·梅西安在巴黎音樂學院的音樂分析課程，1958 年通過考試，取得巴黎大學文學院音樂學研究所音樂史高級研究班文憑。。作曲方面，許常惠在1958年至1959年期間師從安德烈·若利韋。1959年，他將「昨自海上來」一詩寫成女高音獨唱曲，獲得義大利現代音樂學會的比賽入選，此後開始了他作曲的生涯。
許常惠在1959年回到台灣師大音樂系任教，除了音樂創作之外，也積極的收集台灣各地民謠，並將中國音樂以西方作曲方法重新編寫，頗受好評。其知名的作品有源自《紅樓夢》一書的「葬花吟」清唱曲、以及《白蛇傳》歌劇、《百家春協奏曲》等。
除此之外，許常惠也組織不少現代音樂的團體，並致力於現代音樂教育和民族音樂的保存。他曾與鄧昌國、藤田梓、張繼高等人合組「新樂初奏」樂團（1961年），引進西方的現代音樂。其他還有如「亞洲作曲家聯盟」等重要音樂團體，也多有他的參與和貢獻。

## 獲獎與榮譽

### 中华民国勋章奖章
- 二等景星勋章（2000年5月2日批准[8]，2000年5月3日由总统府颁授[9]）

## 作品節選
器樂獨奏
- 胡琴曲三首，作品20，1977年
- 琵琶曲《錦瑟》，作品21，1977年
- 五首鋼琴插曲，作品30
- 《中國民歌鋼琴曲》三本
- 小提琴獨奏曲《留傘調》（變奏與主題），作品44，1991年

室內樂
- 單簧管與鋼琴奏鳴曲，作品27
- 三重奏《臺灣》，為小提琴、單簧管與鋼琴，作品28，1973年

管弦樂
- 交響曲《白沙灣》，作品29，1974年
- 鋼琴與民族樂團協奏曲《百家春》，作品36，1981年

獨唱作品
- 《楊喚詩十二首》，作品23，1973年
- 《友誼集》第一集，作品31，1979年
- 《橋》，為女高音和管弦樂，作品42，1986年

合唱作品
- 兒童清唱劇《森林的詩》，作品25，1981年
- 兒童清唱劇《獅頭山的孩子》，作品37，1983年

其它
- 歌劇《白蛇傳》，作品33
- 民族舞劇《桃花開》，作品31，1977年
- 《桃花姑娘》，為民族樂隊，作品33，1983年
- 《陳三五娘》，為管弦樂，作品39，1985年

## 外部連結
- 中華民國國史館：許常惠音樂史料選粹主題特展
- 臺灣音樂群像資料庫  許常惠 （页面存档备份，存于）
- 財團法人許常惠文化藝術基金會 （页面存档备份，存于）